# هارولد ألين
هارولد ألين (بالإنجليزية: Harold Allen)‏ (15 نوفمبر 1940 في أستراليا - ) هو لاعب كريكت أسترالي. لعب مع فريق تسمانيا للكريكت.

## وصلات خارجية
- هارولد ألين على موقع إي آس بي آن كريك إنفو (الإنجليزية)